# P2Y12

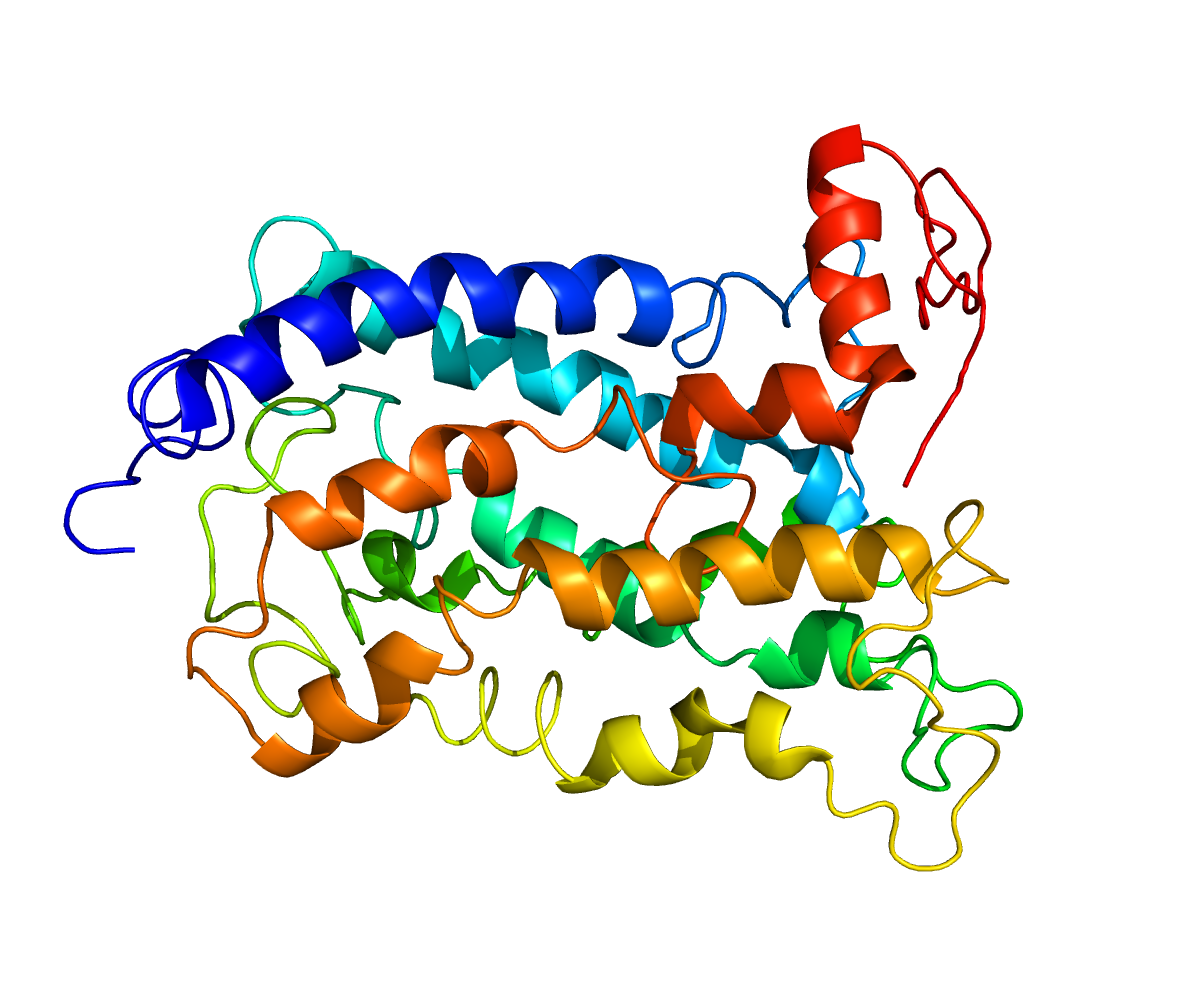
Structure de la protéine P2RY12

Le P2Y12  est une protéine présentant une structure à sept domaines transmembranaires qui appartient à la famille des récepteurs purinergiques (en) P1 couplés aux protéines G. Il se compose de 342 acides aminés. Son expression est restreinte aux plaquettes sanguines et aux cellules gliales de certaines régions cérébrales. Cette protéine intervient dans l'hémostase, plus particulièrement dans l’hémostase primaire à travers l'activation complète de la plaquette par l'ADP et l'amplification de l'agrégation plaquettaire. Les ligands endogènes agonistes de ce récepteur sont l'ATP (adénosine triphosphate) et l'ADP (adénosine diphosphate) tandis que les analogues triphosphates (analogues de l'ATP) sont qualifiés de ligands antagonistes compétitifs.

## Rôles
La stimulation de ce récepteur par l'adénosine diphosphate (ADP) sécrétée par exocytose des granules denses des plaquettes préalablement activées. La fixation de l'ADP sur le récepteur P2Y12 entraîne l'activation  de la protéine Gαi qui diminuera la concentration intra-plaquettaire de nucléotide cyclique (AMPc) en inhibant l'adénylate cyclase. Ainsi cette diminution de nucléotides cycliques aura pour effet d'augmenter la sécrétion des plaquettes et  d'activer les récepteurs GPIIb/IIIa (récepteur du fibrinogène). Ces deux phénomènes ont pour finalité de favoriser l'agrégation des plaquettes sanguines. Ce récepteur intervient également dans la cicatrisation de la paroi artérielle en favorisant la formation d'un néo-intima. 
La protéine est également exprimée dans les cellules musculaires lisses de la paroi artérielle, intervenant dans la vasoconstriction, intervenant dans la formation de l'athérome, favorisant la migration des monocytes.
Son expression est stimulée par la thrombine.

## Cible thérapeutique
Le clopidogrel, le prasugrel, le ticagrelor se fixent sur ce récepteurs en l'inhibant, permettant une inhibition de l'agrégation plaquettaire.